# Downtown (serie televisiva)
Downtown  è una serie televisiva statunitense in 13 episodi (più un pilot) trasmessi per la prima volta nel corso di una sola stagione dal 1986 al 1987.
È una serie del genere poliziesco incentrata sulle vicende del detective di Los Angeles John Forney che viene aiutato nelle sue indagini da quattro ragazzi che deve sorvegliare perché liberi sulla parola.

## Personaggi e interpreti
- Delia Bonner (14 episodi, 1986-1987), interpretata da	Virginia Capers.
- Dennis Shothoffer (14 episodi, 1986-1987), interpretato da	Robert Englund.
- Jesse Smith (14 episodi, 1986-1987), interpretata da	Mariska Hargitay.
- Harriet Conover (14 episodi, 1986-1987), interpretata da	Millicent Martin.
- detective John Forney (14 episodi, 1986-1987), interpretato da	Michael Nouri.
- capitano David Kiner (14 episodi, 1986-1987), interpretato da	David Paymer.
- Terry Corsaro (14 episodi, 1986-1987), interpretato da	Blair Underwood.

## Produzione
La serie fu prodotta da Ron Samuels Productions e girata a Los Angeles in California.

### Registi
Tra i registi della serie sono accreditati:
- Ivan Dixon
- Bruce Seth Green
- Michael A. Hoey
- Victor Lobl
- Noel Nosseck
- Ron Stein

## Distribuzione
La serie fu trasmessa negli Stati Uniti dal 27 settembre 1986 al 22 agosto 1987 sulla rete televisiva CBS. In Italia è stata trasmessa con il titolo Downtown.

## Episodi
| Stagione       | Episodi           | Prima TV USA |
| -------------- | ----------------- | ------------ |
| Prima stagione | 13 (più un pilot) | 1986-1987    |